# Bubble (Takagi & Ketra)
Bubble è un singolo del gruppo musicale italiano Takagi & Ketra, pubblicato il 10 giugno 2022.

## Descrizione
Il singolo ha visto la partecipazione dei rapper Thasup e Salmo.

## Video musicale
Il video, diretto da Giulio Rosati, è stato reso disponibile il 30 giugno 2022 attraverso il canale YouTube del duo.

## Tracce
Download digitale
1. Bubble (feat. Thasup & Salmo) – 2:44

Download digitale – The Remixes
1. Bubble (Thasup Rmx Acustico) – 2:02
2. Bubble (Sick Luke Rmx) – 2:32
3. Bubble (Phantasma Rmx) – 2:59
4. Bubble (Stabber Rmx) – 3:38
5. Bubble (Miles Rmx) – 2:15
6. Bubble (Marnik Rmx) – 3:26
7. Bubble (Deppu Rmx) – 2:46

## Classifiche

### Classifiche settimanali
| Classifica (2022) | Posizione massima |
| ----------------- | ----------------- |
| Italia            | 10                |

### Classifiche di fine anno
| Classifica (2022) | Posizione |
| ----------------- | --------- |
| Italia            | 46        |